# Première circonscription de la Marne
La première circonscription de la Marne est l'une des 5 circonscriptions législatives françaises que compte le département de la Marne (51) situé en région Champagne-Ardenne puis Grand Est.

## Description géographique et démographique

### De 1958 à 1986
Le département avait quatre circonscriptions.
La première circonscription de la Marne était composée de :
- canton d'Ay
- canton de Châtillon-sur-Marne
- canton de Fismes
- canton de Reims-1
- canton de Reims-3
- canton de Verzy
- canton de Ville-en-Tardenois

Source : Journal Officiel du 14-15 octobre 1958.

### De 1988 à 2012
La première circonscription de la Marne est délimitée par le découpage électoral de la loi n°86-1197 du 24 novembre 1986, elle regroupe alors les divisions administratives suivantes :
- canton de Reims I
- canton de Reims II
- canton de Reims V
- canton de Reims VI.

D'après le recensement général de la population en 1999, réalisé par l'Institut national de la statistique et des études économiques (INSEE), la population totale de la circonscription est estimée à 100 826 habitants,.

### Depuis 2012
La première circonscription de la Marne est modifiée par le redécoupage électoral de 2010 tel que défini par le tableau n° 1 en annexe de l'ordonnance no 2009-935 du 29 juillet 2009, ratifiée par le Parlement français le 21 janvier 2010 :
- Canton de Bourgogne
- Canton de Reims II
- Canton de Reims IV
- Canton de Reims VI
- Canton de Reims X.

## Historique des députations
L'ancien ministre Renaud Dutreil annonce sa démission le 16 septembre 2008. Une législative partielle est organisée pour pourvoir son siège les 7 et 14 décembre 2008.
| Législature | Début de mandat | Fin de mandat  | Député                             | Parti politique | Observations                                                                           |
| ----------- | --------------- | -------------- | ---------------------------------- | --------------- | -------------------------------------------------------------------------------------- |
| IXe         | 23 juin 1988    | 1er avril 1993 | Jean Falala                        | RPR             |                                                                                        |
| Xe          | 2 avril 1993    | 21 avril 1997  | Jean Falala,                       | RPR,            | Mandat écourté à la suite d'une dissolution parlementaire décidée par Jacques Chirac.  |
| XIe         | 12 juin 1997    | 18 juin 2002   | Jean Falala                        | RPR             |                                                                                        |
| XIIe        | 19 juin 2002    | 19 juin 2007   | Francis Falala,                    | UMP,            |                                                                                        |
| XIIIe       | 20 juin 2007    | 19 juin 2012   | Renaud Dutreil puis Arnaud Robinet | UMP             |                                                                                        |
| XIVe        | 20 juin 2012    | 20 juin 2017   | Arnaud Robinet                     | UMP puis LR     |                                                                                        |
| XVe         | 21 juin 2017    | 21 juin 2022   | Valérie Beauvais                   | LR              |                                                                                        |
| XVIe        | 22 juin 2022    | 9 juin 2024    | Xavier Albertini                   | Horizons        | Mandat écourté à la suite d'une dissolution parlementaire décidée par Emmanuel Macron. |
| XVIIe       | 8 juillet 2024  | En cours       | Xavier Albertini                   | Horizons        |                                                                                        |

## Historique des élections

### Élections de 1958
| Candidat       | Candidat            | Parti          | Premier tour | Premier tour | Second tour | Second tour |  |
| Candidat       | Candidat            | Parti          | Voix         | %            | Voix        | %           |  |
| -------------- | ------------------- | -------------- | ------------ | ------------ | ----------- | ----------- |  |
|                | Jean Taittinger élu | UNR            | 16 004       | 35,41        | 20 414      | 44,94       |  |
|                | Pierre Schneiter    | MRP            | 12 021       | 26,6         | 14 271      | 31,41       |  |
|                | Hélène Duran        | PCF            | 9 162        | 20,27        | 10 744      | 23,65       |  |
|                | Gaston Chappaz      | SFIO           | 5 963        | 13,19        | Retrait     | Retrait     |  |
|                | Henri Humblot       | UFD            | 2 044        | 4,52         |             |             |  |
|                |                     |                |              |              |             |             |  |
| Inscrits       | Inscrits            | Inscrits       | 62 292       | 100,00       | 62 294      | 100,00      |  |
| Abstentions    | Abstentions         | Abstentions    | 15 815       | 25,39        | 15 834      | 25,42       |  |
| Votants        | Votants             | Votants        | 46 477       | 74,61        | 46 460      | 74,58       |  |
| Blancs et nuls | Blancs et nuls      | Blancs et nuls | 1 283        | 2,76         | 1 031       | 2,22        |  |
| Exprimés       | Exprimés            | Exprimés       | 45 194       | 97,24        | 45 429      | 97,78       |  |

Le suppléant de Jean Taittinger était Jean Bernard, vigneron manipulant à Verzenay.

### Élections de 1962
|                | Jean Taittinger sortant réélu | UNR-UDT        | 21 742 | 51,33  |  |  |  |
|                | Michel Delaitre               | PCF            | 9 375  | 22,13  |  |  |  |
|                | Paulette Billa                | SFIO           | 6 385  | 15,07  |  |  |  |
|                | Jean Collery                  | MRP            | 4 858  | 11,47  |  |  |  |
|                |                               |                |        |        |  |  |  |
| Inscrits       | Inscrits                      | Inscrits       | 63 694 | 100,00 |  |  |  |
| Abstentions    | Abstentions                   | Abstentions    | 20 287 | 31,85  |  |  |  |
| Votants        | Votants                       | Votants        | 43 407 | 68,15  |  |  |  |
| Blancs et nuls | Blancs et nuls                | Blancs et nuls | 1 047  | 2,41   |  |  |  |
| Exprimés       | Exprimés                      | Exprimés       | 42 360 | 97,59  |  |  |  |

Le suppléant de Jean Taittinger était Roger Crespin, conseiller général, adjoint au maire de Reims.

### Élections de 1967
| Candidat       | Candidat                      | Parti          | Premier tour | Premier tour | Second tour | Second tour |  |
| Candidat       | Candidat                      | Parti          | Voix         | %            | Voix        | %           |  |
| -------------- | ----------------------------- | -------------- | ------------ | ------------ | ----------- | ----------- |  |
|                | Jean Taittinger sortant réélu | UD-Ve          | 25 019       | 49,41        | 27 963      | 58,34       |  |
|                | Michel Delaitre               | PCF            | 11 567       | 22,84        | 19 970      | 41,66       |  |
|                | Paulette Billa                | FGDS (SFIO)    | 8 862        | 17,5         | Retrait     | Retrait     |  |
|                | M. Legros                     | CD (PDM)       | 5 192        | 10,25        |             |             |  |
|                |                               |                |              |              |             |             |  |
| Inscrits       | Inscrits                      | Inscrits       | 64 519       | 100,00       | 64 511      | 100,00      |  |
| Abstentions    | Abstentions                   | Abstentions    | 12 893       | 19,98        | 11 172      | 17,32       |  |
| Votants        | Votants                       | Votants        | 51 626       | 80,02        | 53 339      | 82,68       |  |
| Blancs et nuls | Blancs et nuls                | Blancs et nuls | 986          | 1,91         | 5 406       | 10,14       |  |
| Exprimés       | Exprimés                      | Exprimés       | 50 640       | 98,09        | 47 933      | 89,86       |  |

Le suppléant de Jean Taittinger était Roger Crespin, conseiller général, Premier adjoint au maire de Reims.

### Élections de 1968
|                | Jean Taittinger sortant réélu | UDR (URP)      | 29 381 | 58,25  |  |  |  |
|                | René Tys                      | PCF            | 10 725 | 21,26  |  |  |  |
|                | Paulette Billa                | FGDS (SFIO)    | 6 300  | 12,49  |  |  |  |
|                | Marcel David                  | PSU            | 4 032  | 7,99   |  |  |  |
|                |                               |                |        |        |  |  |  |
| Inscrits       | Inscrits                      | Inscrits       | 64 358 | 100,00 |  |  |  |
| Abstentions    | Abstentions                   | Abstentions    | 12 904 | 20,05  |  |  |  |
| Votants        | Votants                       | Votants        | 51 454 | 79,95  |  |  |  |
| Blancs et nuls | Blancs et nuls                | Blancs et nuls | 1 016  | 1,97   |  |  |  |
| Exprimés       | Exprimés                      | Exprimés       | 50 438 | 98,03  |  |  |  |

Le suppléant de Jean Taittinger était Roger Crespin. Roger Crespin remplaça Jean Taittinger, nommé membre du gouvernement, du 8 février 1971 au 1er avril 1973.

### Élections de 1973
| Candidat       | Candidat                      | Parti          | Premier tour | Premier tour | Second tour | Second tour |  |
| Candidat       | Candidat                      | Parti          | Voix         | %            | Voix        | %           |  |
| -------------- | ----------------------------- | -------------- | ------------ | ------------ | ----------- | ----------- |  |
|                | Jean Taittinger sortant réélu | UDR (URP)      | 25 782       | 44,38        | 32 585      | 57,25       |  |
|                | René Tys                      | PCF            | 13 101       | 22,55        | 24 330      | 42,75       |  |
|                | André Gazeau                  | PS (UGSD)      | 10 949       | 18,85        | Retrait     | Retrait     |  |
|                | Jean Lesellier                | CD (MR)        | 5 904        | 10,16        |             |             |  |
|                | Michel Cuchet                 | LO             | 1 338        | 2,3          |             |             |  |
|                | Danielle Roussez              | Divers droite  | 1 026        | 1,77         |             |             |  |
|                |                               |                |              |              |             |             |  |
| Inscrits       | Inscrits                      | Inscrits       | 72 830       | 100,00       | 72 821      | 100,00      |  |
| Abstentions    | Abstentions                   | Abstentions    | 13 572       | 18,64        | 13 286      | 18,24       |  |
| Votants        | Votants                       | Votants        | 59 258       | 81,36        | 59 535      | 81,76       |  |
| Blancs et nuls | Blancs et nuls                | Blancs et nuls | 1 158        | 1,95         | 2 620       | 4,4         |  |
| Exprimés       | Exprimés                      | Exprimés       | 58 100       | 98,05        | 56 915      | 95,6        |  |

Le suppléant de Jean Taittinger était Roger Crespin. Roger Crespin remplaça Jean Taittinger, nommé membre du gouvernement, du 6 mai 1973 au 2 avril 1978.

### Élections de 1978
| Candidat       | Candidat                  | Parti             | Premier tour | Premier tour | Second tour | Second tour |  |
| Candidat       | Candidat                  | Parti             | Voix         | %            | Voix        | %           |  |
| -------------- | ------------------------- | ----------------- | ------------ | ------------ | ----------- | ----------- |  |
|                | Claude Lamblin            | PCF               | 19 095       | 25,33        | 34 928      | 45,94       |  |
|                | Jean-Louis Schneiter élu  | UDF (CDS)         | 18 759       | 24,88        | 41 100      | 54,06       |  |
|                | Georges Colin             | PS                | 15 736       | 20,87        | Retrait     | Retrait     |  |
|                | Jacques Kosciusko-Morizet | RPR               | 15 261       | 20,24        | Retrait     | Retrait     |  |
|                | François Bastien          | Écologie 78       | 3 142        | 4,17         |             |             |  |
|                | Yvette Lacarrière         | LO                | 930          | 1,23         |             |             |  |
|                | Jacques Bernard           | MDD               | 909          | 1,21         |             |             |  |
|                | Danielle Escande          | UGP               | 531          | 0,7          |             |             |  |
|                | Robert Dalbard            | LCR               | 480          | 0,64         |             |             |  |
|                | Chantal Mazelle           | Divers écologiste | 339          | 0,45         |             |             |  |
|                | Michel Gigerich           | UOPDP             | 207          | 0,27         |             |             |  |
|                |                           |                   |              |              |             |             |  |
| Inscrits       | Inscrits                  | Inscrits          | 89 643       | 100,00       | 90 237      | 100,00      |  |
| Abstentions    | Abstentions               | Abstentions       | 12 924       | 14,42        | 11 916      | 13,21       |  |
| Votants        | Votants                   | Votants           | 76 719       | 85,58        | 78 321      | 86,79       |  |
| Blancs et nuls | Blancs et nuls            | Blancs et nuls    | 1 330        | 1,73         | 2 293       | 2,93        |  |
| Exprimés       | Exprimés                  | Exprimés          | 75 389       | 98,27        | 76 028      | 97,07       |  |

Le suppléant de Jean-Louis Schneiter était Albert Vecten, agriculteur, conseiller régional, conseiller général du canton de Ville-en-Tardenois, maire de Muizon.

### Élections de 1981
| Candidat       | Candidat                     | Parti          | Premier tour | Premier tour | Second tour | Second tour |  |
| Candidat       | Candidat                     | Parti          | Voix         | %            | Voix        | %           |  |
| -------------- | ---------------------------- | -------------- | ------------ | ------------ | ----------- | ----------- |  |
|                | Jean-Louis Schneiter sortant | UDF (CDS)      | 29 083       | 44,25        | 33 324      | 47,05       |  |
|                | Georges Colin élu            | PS             | 19 940       | 30,34        | 37 510      | 52,95       |  |
|                | Claude Lamblin               | PCF            | 12 444       | 18,93        | Retrait     | Retrait     |  |
|                | Emmanuel Choisnel            | MÉP            | 2 012        | 3,06         |             |             |  |
|                | Michel Collinot              | FN             | 1 039        | 1,58         |             |             |  |
|                | Yvette Lacarrière            | LO             | 635          | 0,97         |             |             |  |
|                | Christian Jubin-Walle        | MRG            | 571          | 0,87         |             |             |  |
|                | François Legrand             | CCA            | 1            | 0            |             |             |  |
|                |                              |                |              |              |             |             |  |
| Inscrits       | Inscrits                     | Inscrits       | 95 479       | 100,00       | 95 477      | 100,00      |  |
| Abstentions    | Abstentions                  | Abstentions    | 29 047       | 30,42        | 23 726      | 24,85       |  |
| Votants        | Votants                      | Votants        | 66 432       | 69,58        | 71 751      | 75,15       |  |
| Blancs et nuls | Blancs et nuls               | Blancs et nuls | 707          | 1,06         | 917         | 1,28        |  |
| Exprimés       | Exprimés                     | Exprimés       | 65 725       | 98,94        | 70 834      | 98,72       |  |

La suppléante de Georges Colin était Joëlle Macquart-Régnier, agricultrice à Reims.

### Élections de 1988
| Candidat       | Candidat                  | Parti             | Premier tour | Premier tour | Second tour | Second tour |  |
| Candidat       | Candidat                  | Parti             | Voix         | %            | Voix        | %           |  |
| -------------- | ------------------------- | ----------------- | ------------ | ------------ | ----------- | ----------- |  |
|                | Jean Falala sortant réélu | RPR (URC)         | 16 178       | 49,21        | 19 451      | 55,5        |  |
|                | Hubert Carpentier         | PS                | 9 643        | 29,33        | 15 595      | 44,5        |  |
|                | Claude Lamblin            | PCF               | 3 380        | 10,28        |             |             |  |
|                | Marc Gérard               | FN                | 2 277        | 6,93         |             |             |  |
|                | François Legrand          | Divers écologiste | 1 230        | 3,74         |             |             |  |
|                | Michel Beaucourt          | POE               | 169          | 0,51         |             |             |  |
|                |                           |                   |              |              |             |             |  |
| Inscrits       | Inscrits                  | Inscrits          | 54 165       | 100,00       | 54 165      | 100,00      |  |
| Abstentions    | Abstentions               | Abstentions       | 20 987       | 38,75        | 18 589      | 34,32       |  |
| Votants        | Votants                   | Votants           | 33 178       | 61,25        | 35 576      | 65,68       |  |
| Blancs et nuls | Blancs et nuls            | Blancs et nuls    | 301          | 0,91         | 530         | 1,49        |  |
| Exprimés       | Exprimés                  | Exprimés          | 32 877       | 99,09        | 35 046      | 98,51       |  |

Le suppléant de Jean Falala était Guy Bazard, maire de Tinqueux.

### Élections de 1993
|                | Jean Falala sortant réélu | RPR (UPF)         | 17 218 | 51,06  |  |  |  |
|                | Jean-Claude Laval         | PS (ADFP)         | 4 987  | 14,79  |  |  |  |
|                | Jean-Pierre Catte         | FN                | 4 243  | 12,58  |  |  |  |
|                | Claude Lamblin            | PCF               | 2 656  | 7,88   |  |  |  |
|                | Gérard Crouzet            | Les Verts (EÉ)    | 2 220  | 6,58   |  |  |  |
|                | François Legrand          | Divers écologiste | 1 266  | 3,75   |  |  |  |
|                | Monique Barillet          | Divers écologiste | 884    | 2,62   |  |  |  |
|                | Micheline Fournier        | Extrême droite    | 246    | 0,73   |  |  |  |
|                |                           |                   |        |        |  |  |  |
| Inscrits       | Inscrits                  | Inscrits          | 54 915 | 100,00 |  |  |  |
| Abstentions    | Abstentions               | Abstentions       | 19 943 | 36,32  |  |  |  |
| Votants        | Votants                   | Votants           | 34 972 | 63,68  |  |  |  |
| Blancs et nuls | Blancs et nuls            | Blancs et nuls    | 1 252  | 3,58   |  |  |  |
| Exprimés       | Exprimés                  | Exprimés          | 33 720 | 96,42  |  |  |  |

Le suppléant de Jean Falala était Jean-Pierre Fortuné, adjoint au maire de Tinqueux.

### Élections de 1997
| Candidat       | Candidat                  | Parti          | Premier tour | Premier tour | Second tour | Second tour |  |
| Candidat       | Candidat                  | Parti          | Voix         | %            | Voix        | %           |  |
| -------------- | ------------------------- | -------------- | ------------ | ------------ | ----------- | ----------- |  |
|                | Jean Falala sortant réélu | RPR            | 12 344       | 37,73        | 18 321      | 53,48       |  |
|                | Hubert Carpentier         | PS             | 8 455        | 25,84        | 15 936      | 46,52       |  |
|                | Jean-Pierre Catte         | FN             | 4 795        | 14,66        |             |             |  |
|                | Michel Guillaudeau        | PCF            | 2 071        | 6,33         |             |             |  |
|                | Nicole Thomas-Mauro       | LDI (MPF)      | 1 386        | 4,24         |             |             |  |
|                | Gilles Lenice             | Les Verts      | 1 221        | 3,73         |             |             |  |
|                | Anne Ducamp               | LO             | 1 073        | 3,28         |             |             |  |
|                | Jeanne Ngo Pougue         | GÉ             | 928          | 2,84         |             |             |  |
|                | Stéphane Petit            | LCR            | 445          | 1,36         |             |             |  |
|                |                           |                |              |              |             |             |  |
| Inscrits       | Inscrits                  | Inscrits       | 55 197       | 100,00       | 55 194      | 100,00      |  |
| Abstentions    | Abstentions               | Abstentions    | 21 528       | 39           | 19 523      | 35,37       |  |
| Votants        | Votants                   | Votants        | 33 669       | 61           | 35 671      | 64,63       |  |
| Blancs et nuls | Blancs et nuls            | Blancs et nuls | 951          | 2,82         | 1 414       | 3,96        |  |
| Exprimés       | Exprimés                  | Exprimés       | 32 718       | 97,18        | 34 257      | 96,04       |  |

Le suppléant de Jean Falala était Jean-Pierre Fortuné, maire de Tinqueux.

### Élections de 2002
| Candidat       | Candidat            | Parti             | Premier tour | Premier tour | Second tour | Second tour |  |
| Candidat       | Candidat            | Parti             | Voix         | %            | Voix        | %           |  |
| -------------- | ------------------- | ----------------- | ------------ | ------------ | ----------- | ----------- |  |
|                | Laurence Sartor     | PS                | 8 746        | 26,88        | 13 358      | 45,43       |  |
|                | Francis Falala élu  | UMP               | 8 202        | 25,21        | 16 044      | 54,57       |  |
|                | Marie-Annick Roger  | UDF               | 4 079        | 12,54        |             |             |  |
|                | Marie-Claude Grieux | FN                | 3 129        | 9,62         |             |             |  |
|                | Serge Kochman       | Divers droite     | 3 027        | 9,3          |             |             |  |
|                | Nicole Thomas-Mauro | MPF               | 1 498        | 4,6          |             |             |  |
|                | Marie-Thérèse Noël  | Les Verts         | 1 026        | 3,15         |             |             |  |
|                | Michel Guillaudeau  | PCF               | 945          | 2,9          |             |             |  |
|                | Alain Faradji       | LCR               | 488          | 1,5          |             |             |  |
|                | Wilfrid Winieski    | Pôle républicain  | 416          | 1,28         |             |             |  |
|                | Jérôme Dichant      | LO                | 410          | 1,26         |             |             |  |
|                | Brigitte Lagrange   | MNR               | 299          | 0,92         |             |             |  |
|                | Nathalie Constant   | GÉ                | 149          | 0,46         |             |             |  |
|                | Bernard Legrand     | Divers écologiste | 124          | 0,38         |             |             |  |
|                | Marjolaine Cochet   | Divers écologiste | 1            | 0            |             |             |  |
|                |                     |                   |              |              |             |             |  |
| Inscrits       | Inscrits            | Inscrits          | 56 497       | 100,00       | 56 497      | 100,00      |  |
| Abstentions    | Abstentions         | Abstentions       | 23 520       | 41,63        | 26 099      | 46,2        |  |
| Votants        | Votants             | Votants           | 32 977       | 58,37        | 30 398      | 53,8        |  |
| Blancs et nuls | Blancs et nuls      | Blancs et nuls    | 438          | 1,33         | 996         | 3,28        |  |
| Exprimés       | Exprimés            | Exprimés          | 32 539       | 98,67        | 29 402      | 96,72       |  |

La suppléante de Francis Falala était Anne Brut, assistante de communication à l'Université de Reims-Champagne-Ardenne, Présidente de la fédération de la Marne du Parti radical.

### Élections de 2007
| Candidat       | Candidat                  | Parti          | Premier tour | Premier tour | Second tour | Second tour |  |
| Candidat       | Candidat                  | Parti          | Voix         | %            | Voix        | %           |  |
| -------------- | ------------------------- | -------------- | ------------ | ------------ | ----------- | ----------- |  |
|                | Renaud Dutreil élu        | UMP            | 11 639       | 38,84        | 15 469      | 53,72       |  |
|                | Éric Quénar               | PS             | 7 173        | 23,93        | 13 328      | 46,28       |  |
|                | Francis Falala sortant    | Divers droite  | 5 196        | 17,34        |             |             |  |
|                | Marie-Annick Roger        | UDF–MoDem      | 2 330        | 7,77         |             |             |  |
|                | Michel Guillaudeau        | PCF            | 950          | 3,17         |             |             |  |
|                | Virginie Petit            | FN             | 878          | 2,93         |             |             |  |
|                | Marie-Ange Petit          | Les Verts      | 743          | 2,48         |             |             |  |
|                | Marie-Hélène Bourdaud'hui | LCR            | 631          | 2,11         |             |             |  |
|                | Jérôme Dichant            | LO             | 195          | 0,65         |             |             |  |
|                | Guy Régnier               | Divers         | 163          | 0,54         |             |             |  |
|                | Alain Le Lièvre           | MNR            | 72           | 0,24         |             |             |  |
|                |                           |                |              |              |             |             |  |
| Inscrits       | Inscrits                  | Inscrits       | 57 918       | 100,00       | 57 918      | 100,00      |  |
| Abstentions    | Abstentions               | Abstentions    | 27 133       | 46,85        | 27 879      | 48,14       |  |
| Votants        | Votants                   | Votants        | 30 785       | 53,15        | 30 039      | 51,86       |  |
| Blancs et nuls | Blancs et nuls            | Blancs et nuls | 815          | 2,65         | 1 242       | 4,13        |  |
| Exprimés       | Exprimés                  | Exprimés       | 29 970       | 97,35        | 28 797      | 95,87       |  |

### Élection législative partielle de 2008
(Démission de Renaud Dutreil).
| Candidat       | Candidat              | Parti          | Premier tour | Premier tour | Second tour | Second tour |  |
| Candidat       | Candidat              | Parti          | Voix         | %            | Voix        | %           |  |
| -------------- | --------------------- | -------------- | ------------ | ------------ | ----------- | ----------- |  |
|                | Arnaud Robinet élu    | UMP            | 3 516        | 28,64        | 7 020       | 52,49       |  |
|                | Éric Quénard          | PS             | 3 444        | 28,05        | 6 355       | 47,51       |  |
|                | Francis Falala        | Divers droite  | 2 571        | 20,94        |             |             |  |
|                | Franck Noël           | MoDem          | 936          | 7,62         |             |             |  |
|                | Michel Guillaudeau    | PCF            | 541          | 4,41         |             |             |  |
|                | Jean-Jacques Michelet | NPA            | 471          | 3,84         |             |             |  |
|                | Thierry Maillard      | FN             | 375          | 3,05         |             |             |  |
|                | Corinne Beriot        | EÉLV           | 360          | 2,93         |             |             |  |
|                | Patrick Weber         | Divers gauche  | 62           | 0,51         |             |             |  |
|                |                       |                |              |              |             |             |  |
| Inscrits       | Inscrits              | Inscrits       | 56 897       | 100,00       | 56 897      | 100,00      |  |
| Abstentions    | Abstentions           | Abstentions    | 44 498       | 78,21        | 43 148      | 75,84       |  |
| Votants        | Votants               | Votants        | 12 399       | 21,79        | 13 749      | 24,16       |  |
| Blancs et nuls | Blancs et nuls        | Blancs et nuls | 123          | 0,99         | 374         | 2,72        |  |
| Exprimés       | Exprimés              | Exprimés       | 12 276       | 99,01        | 13 375      | 97,28       |  |

### Élections de 2012
| Candidat       | Candidat                     | Parti          | Premier tour | Premier tour | Second tour | Second tour |  |
| Candidat       | Candidat                     | Parti          | Voix         | %            | Voix        | %           |  |
| -------------- | ---------------------------- | -------------- | ------------ | ------------ | ----------- | ----------- |  |
|                | Arnaud Robinet sortant réélu | UMP            | 13 941       | 38,54        | 18 515      | 52,77       |  |
|                | Sabrina Ghallal              | PS             | 12 522       | 34,62        | 16 570      | 47,23       |  |
|                | Thierry Besson               | RBM (FN)       | 5 361        | 14,82        |             |             |  |
|                | Cédric Lattuada              | FG (PCF)       | 1 648        | 4,56         |             |             |  |
|                | Stéphane Joly                | EÉLV           | 1 201        | 3,32         |             |             |  |
|                | Nadine Paruit                | LT-LNÉ         | 475          | 1,31         |             |             |  |
|                | Patrick Bourson              | RFL            | 344          | 0,95         |             |             |  |
|                | Vincent Varlet               | LO             | 311          | 0,86         |             |             |  |
|                | Clément Petit                | PFE (AÉI)      | 216          | 0,60         |             |             |  |
|                | Tess Burdo                   | NPA            | 155          | 0,43         |             |             |  |
|                |                              |                |              |              |             |             |  |
| Inscrits       | Inscrits                     | Inscrits       | 69 252       | 100,00       | 69 250      | 100,00      |  |
| Abstentions    | Abstentions                  | Abstentions    | 32 581       | 47,05        | 33 184      | 47,92       |  |
| Votants        | Votants                      | Votants        | 36 671       | 52,95        | 36 066      | 52,08       |  |
| Blancs et nuls | Blancs et nuls               | Blancs et nuls | 497          | 1,36         | 981         | 2,72        |  |
| Exprimés       | Exprimés                     | Exprimés       | 36 174       | 98,64        | 35 085      | 97,28       |  |

### Élections de 2017
|                                                                          |                                                      |                           |                           |                          |                          |
|                                                                          |                                                      | Premier tour 11 juin 2017 | Premier tour 11 juin 2017 | Second tour 18 juin 2017 | Second tour 18 juin 2017 |
|                                                                          |                                                      |                           |                           |                          |                          |
|                                                                          |                                                      | Nombre                    | % des inscrits            | Nombre                   | % des inscrits           |
| Inscrits                                                                 | Inscrits                                             | 72 128                    | 100,00                    | 72 128                   | 100,00                   |
| Abstentions                                                              | Abstentions                                          | 39 573                    | 54,86                     | 45 304                   | 62,81                    |
| Votants                                                                  | Votants                                              | 32 555                    | 45,14                     | 26 824                   | 37,19                    |
|                                                                          |                                                      |                           | % des votants             |                          | % des votants            |
| Bulletins blancs                                                         | Bulletins blancs                                     | 357                       | 1,10                      | 2 259                    | 8,42                     |
| Bulletins nuls                                                           | Bulletins nuls                                       | 150                       | 0,46                      | 887                      | 3,31                     |
| Suffrages exprimés                                                       | Suffrages exprimés                                   | 32 048                    | 98,44                     | 23 678                   | 88,27                    |
|                                                                          |                                                      |                           |                           |                          |                          |
| Candidat Étiquette politique (partis et alliances)                       | Candidat Étiquette politique (partis et alliances)   | Voix                      | % des exprimés            | Voix                     | % des exprimés           |
|                                                                          |                                                      |                           |                           |                          |                          |
|                                                                          | Gérard Chemla La République en marche                | 9 071                     | 28,30                     | 10 573                   | 44,65                    |
|                                                                          | Valérie Beauvais Les Républicains                    | 8 837                     | 27,57                     | 13 105                   | 55,35                    |
|                                                                          | Sandrine Vignot Front national                       | 5 507                     | 17,18                     |                          |                          |
|                                                                          | Laure Manesse La France insoumise                    | 3 745                     | 11,69                     |                          |                          |
|                                                                          | Alexandre Tunc Parti socialiste                      | 2 045                     | 6,38                      |                          |                          |
|                                                                          | Marie-Ange Petit Europe Écologie Les Verts           | 1 054                     | 3,29                      |                          |                          |
|                                                                          | Anne-Sophie Frigout Debout la France                 | 618                       | 1,93                      |                          |                          |
|                                                                          | Céline Brunhoso-Goulden Écologiste (Mouvement 100 %) | 364                       | 1,14                      |                          |                          |
|                                                                          | Vincent Varlet Lutte ouvrière                        | 321                       | 1,00                      |                          |                          |
|                                                                          | Guillaume Prin Divers (Union populaire républicaine) | 220                       | 0,69                      |                          |                          |
|                                                                          | Quentin Czerwiec Divers (Parti du vote blanc)        | 207                       | 0,65                      |                          |                          |
|                                                                          | Mounir Bali Divers                                   | 59                        | 0,18                      |                          |                          |
|                                                                          | Julien Maya-Pérez Divers                             | 0                         | 0,00                      |                          |                          |
| Source : Ministère de l'Intérieur - Première circonscription de la Marne |                                                      |                           |                           |                          |                          |

### Élections de 2022
| Résultats des élections législatives des 12 et 19 juin 2022 de la 1re circonscription de la Marne |                          |                           |                          |              |              |             |             |
| Candidat                                                                                          | Candidat                 | Parti et coalition        | Nuance                   | Premier tour | Premier tour | Second tour | Second tour |
| Candidat                                                                                          | Candidat                 | Parti et coalition        | Nuance                   | Voix         | %            | Voix        | %           |
|                                                                                                   | Xavier Albertini         | Horizons                  | ENS                      | 9 120        | 28,51        | 15 898      | 55,91       |
|                                                                                                   | Evelyne Bourgoin         | Europe Écologie Les Verts | NUP                      | 7 737        | 24,19        | 12 535      | 44,09       |
|                                                                                                   | Roger Paris              | Rassemblement national    | RN                       | 6 485        | 20,28        |             |             |
|                                                                                                   | Valérie Beauvais         | Les Républicains - UDC    | LR                       | 4 975        | 15,55        |             |             |
|                                                                                                   | Florian Bénadassi        | Reconquête                | REC                      | 1 389        | 4,34         |             |             |
|                                                                                                   | Céline Brunhoso          | Écologie au centre        | ECO                      | 843          | 2,64         |             |             |
|                                                                                                   | Olivier Maréchal         | Parti animaliste          | DIV                      | 594          | 1,86         |             |             |
|                                                                                                   | Vincent Varlet           | Lutte ouvrière            | DXG                      | 494          | 1,54         |             |             |
|                                                                                                   | Corentin Dejoie          | Les Patriotes - DLF - GF  | DSV                      | 347          | 1,08         |             |             |
| Votes valides                                                                                     | Votes valides            | Votes valides             | Votes valides            | 31 984       | 98,57        | 28 433      | 92,01       |
| Votes blancs                                                                                      | Votes blancs             | Votes blancs              | Votes blancs             | 341          | 1,05         | 1 721       | 5,57        |
| Votes nuls                                                                                        | Votes nuls               | Votes nuls                | Votes nuls               | 122          | 0,38         | 749         | 2,42        |
| Total                                                                                             | Total                    | Total                     | Total                    | 32 447       | 100          | 30 903      | 100         |
| Abstention                                                                                        | Abstention               | Abstention                | Abstention               | 41 997       | 56,41        | 43 571      | 58,50       |
| Inscrits / participation                                                                          | Inscrits / participation | Inscrits / participation  | Inscrits / participation | 74 444       | 43,59        | 74 474      | 41,50       |

### Élections de 2024
| Résultats des élections législatives des 30 juin et 7 juillet 2024 de la 1re circonscription de la Marne |                          |                          |                          |              |              |             |             |
| Candidat                                                                                                 | Candidat                 | Parti et coalition       | Nuance                   | Premier tour | Premier tour | Second tour | Second tour |
| Candidat                                                                                                 | Candidat                 | Parti et coalition       | Nuance                   | Voix         | %            | Voix        | %           |
| | Adrien Mexis             | LR (LR-RN)               | UXD                      | 17 697       | 37,30        | 18 165      | 39,85       |
| | Xavier Albertini         | HOR (ENS)                | ENS                      | 16 058       | 33.84        | 27 419      | 60,15       |
| | Évelyne Bourgoin         | EÉLV (NFP)               | UG                       | 12 835       | 27,05        | Retrait     | Retrait     |
| | Vincent Varlet           | LO                       | EXG                      | 856          | 1,80         |             |             |
| |                          |                          |                          |              |              |             |             |
| Votes valides                                                                                            | Votes valides            | Votes valides            | Votes valides            | 47 446       | 97.68        | 45 584      | 94,76       |
| Votes blancs                                                                                             | Votes blancs             | Votes blancs             | Votes blancs             | 789          | 1.62         | 1 963       | 4,08        |
| Votes nuls                                                                                               | Votes nuls               | Votes nuls               | Votes nuls               | 340          | 0.70         | 558         | 1,16        |
| Total | Total                    | Total                    | Total                    | 48 575       | 100          | 48 105      | 100         |
| Abstention                                                                                               | Abstention               | Abstention               | Abstention               | 26 815       | 35.57        | 27 309      | 36,21       |
| Inscrits / participation                                                                                 | Inscrits / participation | Inscrits / participation | Inscrits / participation | 75 390       | 62.93        | 75 414      | 63,79       |

#### Département de la Marne
- La fiche de l'INSEE de cette circonscription : « Tableaux et Analyses de la première circonscription de la Marne », sur insee.fr, site de l'Institut national de la statistique et des études économiques (consulté le 10 juin 2007) [PDF]

- « Tous les députés du département de la Marne depuis 1789 » [archive du 28 septembre 2007], sur assemblee-nationale.fr, site de l'Assemblée nationale française (consulté le 10 juin 2007)

- « Informations contentieuses sur le département de la Marne (Élections législatives de 2002) »(Archive.org • Wikiwix • Archive.is • Google • Que faire ?), sur conseil-constitutionnel.fr, site du Conseil constitutionnel (consulté le 13 juin 2007)

#### Circonscriptions en France
- « Carte des circonscriptions législatives en France », sur assemblee-nationale.fr, site de l'Assemblée nationale française (consulté le 10 juin 2007)

- « Résultats électoraux officiels en France »(Archive.org • Wikiwix • Archive.is • Google • Que faire ?), sur interieur.gouv.fr, site du ministère de l'Intérieur (France) (consulté le 13 juin 2007)

- Description et Atlas des circonscriptions électorales de France sur http://www.atlaspol.com, Atlaspol, site de cartographie géopolitique, consulté le 13 juin 2007.